# Anbu (władca Mari)
Anbu, Anubu – według „Sumeryjskiej listy królów” pierwszy władca należący do dynastii z Mari. Dotyczący go fragment brzmi następująco:
„W Mari Anbu został królem i panował przez 30 lat”